# Sanctum (film)
Sanctum is een Australische 3D-film uit 2011.

## Verhaal
Een groep van vijftien duikers gaat op onderzoek in de grotten van de Koraalzee. Bij hoog water wordt de groep ingesloten door het water en moet men een uitweg zien te vinden.

## Rolverdeling
- Richard Roxburgh - Frank
- Ioan Gruffudd - Carl
- Rhys Wakefield - Josh
- Alice Parkinson - Victoria
- Dan Wyllie - Crazy George
- Christopher Baker - J.D.
- Nicole Downs - Liz
- Allison Cratchley - Judes
- Cramer Cain - Luko
- Andrew Hansen - Dex
- John Garvin - Jim Sergeant
- Sean Dennehy - Chopper Pilot
- Nea Diap - Kastom Shaman